# گاه‌شماری در افغانستان
کشور افغانستان، از جمله سرزمین‌هائی است که با توجه به نفوذ فرهنگ‌ها و ادیان مختلف در گوشه و کنار این سرزمین شاهد به وجود آمدن گاهشمارهای (تقویم) مختلف بوده‌است؛ که ما نمونه بارز آن را در تاریخ قبل از اسلام این کشور می‌بینیم، در حالی که در مناطق شرقی این کشور با تقویم هندی روبرو هستیم، در مناطق غربی با تقویم اوستایی یا زردشتی مواجه هستیم. در این نوشته سعی شده تا به معرفی اجمالی تقویم‌های رایج در افغانستان از گذشته تا کنون پرداخته شود.
از آنجا که افغانستان و ایران در دوره‌های متعدد تاریخی جزو یکدیگر بوده‌اند، گاهشماری گاه‌شماری های مشترک در این دو کشور نیز وجود دارد.

## گاهشمارهای رایج قبل از اسلام
به گفته عبد الحی حبیبی در کتاب تاریخ افغانستان بعد از اسلام؛ گویا همزمان با نشر اسلام یعنی در قرن اول قمری در ولایات شرقی تقویم با ماه‌های هندی رواج داشته‌است و برای اثبات گفته خویش به کتیبه‌هایی که در وادی توچی وزیرستان به دست آمده‌است استناد می‌کند. این کتیبه به دو زبان عربی و سانسکریت نوشته شده‌است؛ ترجمه سانسکریت آن بدین گونه‌است: «اوم. سلام. در سال ۳۲-در ماه کرتیکا-در روز دوم تاریک.»
مضمون عربی آن حاکیست که این کتیبه را در روز جمعه ۱۳ جمادی الاول سال ۲۴۳ه‍.ق نوشته‌اند. حبیبی اضافه می‌کند که با توجه به این سند تا اواسط قرن سوم قمری هم از تقویم هندی و هم عربی در ثبت تاریخ ابنیه در این مناطق (شرقی) استفاده می‌شده‌است و استعمال ماه عربی با رسوم اسلامی، این تقویم قدیم را از بین نبرده‌است. (۴)
همزمان در قرن اول ه‍.ق و قبل از آن بخش مهمی از مردم ولایات غربی و شمالی را زردشتیان تشکیل می‌دادند. (۵)آنان دارای تقویمی کاملاً مذهبی بودند که بر اساس خواسته‌های دین زردشت و مزداپرستی و انجام مراسم و فرایض مذهبی و اهداف دینی بنا شده بود و مسائل سیاسی و مادی در آن چندان مورد توجه نبود. هر یک از روزها و ماه‌های سال در این تقویم، اختصاص به فرشته یا فرشتگانی دارد و انجام فرایض دینی را در زمان‌های خاص توصیه می‌نمایند.
نام روزهای سی‌گانه به قرار زیر است:
«۱-هرمزد یا اهور مزد، ۲-بهمن یا وهونه، ۳-اردیبهشت یا آش وهشت، ۴-شهریور یا خشتروئیریه، ۵-سفندارمذ یا سپنت آرمئیتی، ۶-خرداد یا هوروتات، ۷-امرداد یا امرتات، ۸-دی به آذر یا دنوش، ۹-آذر یاآتر، ۱۰-آبان یاابم، ۱۱ -خورشید، ۱۲ -ماه یا ماونگه، ۱۳-تیر، ۱۴-گوش، ۱۵-دی به مهر یادتوش، ۱۶-مهر، ۱۷ -سروش، ۱۸-رشن، ۱۹-فروردین، ۲۰-بهرام یا ورثرغن، ۲۱-رام، ۲۲-باد یا وات، ۲۳-دی به دین یا دئوش، ۲۴-دین، ۲۵-ارد یا اشی ونگوهی، ۲۶ -ارشتات، ۲۷-آسمان، ۲۸-زامیاد یا زم، ۲۹-ماراسپند، ۳۰-انیران یا انغررئوجاو.»(۶)
در این تقویم هر سی روز را یک ماه نامیدند (ماونگه در اوستا) و هر سال را ۱۲ ماه می‌گرفتند؛ بنابراین ماه و سال در این تقویم اصطلاحی است، اسامی دوازده ماه این تقویم نیز همان اسامی ایزدان معروف دین مزدیسنا می‌باشند که در ذیل به اسامی ماه‌ها و ایزد مربوط به هر یک اشاره می‌گردد
«۱-فروردین:فروشی ها؛ ۲-اردیبهشت:َآش وهشت؛ ۳-خرداد:هوروتات؛ ۴-تیر:تشتری؛ ۵-امرداد:امرتات؛ ۶-شهریور:خشتروئیریه؛ ۷-مهر:میثر؛ ۸ -آبان:آبها-آناهیتا؛ ۹-آذر:آتر-آتش؛ ۱۰-دی:خالق اوهرمزد؛ ۱۱-بهمن:وهومنه؛ ۱۲-اسفند:اسپنت ارمیتی.»(۷)
ایشان در یافته بودند که یک سال نجومی ۳۶۵ روز و ۶ ساعت و اندی است، بنابراین آنان برای نگهداری آغاز و پایان سال در نقطه خاص، دست به ایجاد دو نوع کبیسه به نام‌های بهیزک (به پهلوی «وهیجک»، دری «اندر گاه» و عربی خمسه مسترقه) بزرگ و کوچک زدند. چون در تقویم، ۱۲ ماه ۳۰ روزه وجود داشت، در وهله اول ۵ روز باقی‌مانده از سال حقیقی را پس از پایان ۱۲ ماه و قبل از آغاز سال جدید به صورت مستقل و غیر مربوط به سایر ماه‌ها می‌افزودند و بدین طریق ۵ روز کسری جبران می‌شد، به عقیده برخی این عمل را زردشت به پیروانش آموزاند؛ تا زمان اعمال دینی از مواقع خود دور نیفتد. به عقیده او محل این پنج روز آخر آبان ماه است. (۸)
لیکن این تغییرات نتوانست مشکل جابجائی ماه‌ها را رفع کند، چون این ۵ روز در ماه‌های سال سیر می‌کرد و در یک دوره ۱۲۰ ساله در فروردین ماه، در یک دوره ۱۲۰ ساله دوم در اردیبهشت و… و بالاخره در یک دوره ۱۴۴۰ ساله دوباره به محل اولیه خود بازمی‌گشت. آنان اینبار برای رفع مشکل پس از هر ۱۲۰ سال یک ماه به ماه‌های سال می‌افزودند تا به این ترتیب مشکل پنج روز را رفع کنند. (بهیزک بزرگ) این تقویم تا پایان دوره ساسانیان و اوایل ورود اسلام همچنان رواج داشت، ولی می‌رفت تا از خاطره‌ها فراموش شود. (به علت ورود اسلام و ممنوعیت نسیء بر اساس آیه ۳۷ توبه و اینکه بر اساس آیه ۳۶ توبه ماه در نزد خداوند ۱۲ ماه است. (۹)
همچنین در عصر کوشانیان مقارن قرن اول میلادی در تخارستان تقویم بابلی رواج داشته‌است؛ عبدالحی حبیبی برای اثبات این گفته؛ به کتیبه سرخ کتل بغلان (۱۶۰م) اشاره می‌کند، که زبان آن دری قدیم یا تخاری و رسم‌الخط آن یونانی شکسته و تاریخ آن را به ماه بابلی نو شته‌اند:
«به سی و یکم سلطنت، هنگام نیسان ماه»
به قول بیرونی سال این تقویم ۳۵۴ روز به حساب قمری بوده و ماه اول هم نیسان بوده‌است که ایام سرسبزی و تازگی درختان و گیاهان بوده‌است که در ادبیات دری اوایل قرون اسلامی آن را موسم شگفتگی و خرمی نامیده‌اند. (۱۰)
علاوه بر این سه تقویم، گاهشماری‌های دیگری نظیر هندی، سیستانی، سغدی نیز در مناطق مختلف افغانستان رواج داشته که ما اطلاع اندکی از آن‌ها داریم.

## گاهشماری پس از اسلام
پس از ورود اسلام به افغانستان و گرویدن مردم آن سامان به دین اسلام، تقویم قمری در افغانستان رواج پیدا کرد (این تقویم در زمان عمر از خلفای راشدین برای رسیدگی به امور خراج و مالیات به وجود آمد). تعداد ماه‌ها در این تقویم بر اساس حساب دوازده‌گانه قمری و بر اساس دستور صریح قرآن (آیه ۳۶ توبه) به وجود آمد؛ نام ماه‌های این تقویم نیز از دوره جاهلیت به اسلام رسیده و سابقه طولانی دارد. اعراب در این تقویم به مانند زردشتیان روزهای خود را نامگذاری نکردند، ولی هر سه شب را در ماه به نام‌های مختلف می‌نامند که عبارتند از:
۳شب اول: غرر، سپس نفل، سپس تسع، سپس عشر، سپس بیض، سپس ظلم، سپس خنس، سپس حنادس، سپس محاق و شب آخر که ماه پنهان باشد «سرار». (۱۱)
این گاهشماری بواسطه اینکه ماه‌های آن بر آسای دو رویت هلال مشخص می‌شود، دارای فصل نبوده و ماه‌های آن ۲۹ یا ۳۰ روزه می‌باشد بعد از تسلط اعراب بر افغانستان آنان خواستند تا سال مالی خود را بر اساس این تقویم بکار ببرند، که برای کشاورزان که باید در ماه به خصوصی مالیات می‌پرداختند، مشکلات فراوانی ایجاد شد، از جمله اینکه زمانی می‌شد که باید مالیات غله یا محصولات کشاورزی خود را می‌پرداختند که دقیقاً در فصل زمستان بود. در نتیجه از همان اوایل برای تنظیم امور مالی یا نگاه داشتن سال مالی به کار گرفتن تقویم خورشیدی (زردشتی) لازم آمد، همزمان تقویم قمری برای حل و فصل مسائل دینی محفوظ ماند. در این میان به علت بی‌توجهی و غفلت از محاسبه کبیسه‌ها اول سال خورشیدی (نوروز) از محل حقیقی خویش دور افتاد، به‌طوری‌که در زمان متوکل خلیفه عباسی ۲ ماه و در زمان معتضد عباسی ۷۱ روز عقب ماند، با این حساب، از سال‌ها پیش کشاورزان و مودیان مالیاتی در مضیقه قرار گرفته بودند؛ زیرا هنوز کشت آن‌ها سبز نشده بود که مأموران مالیات و خراج به سراغشان می‌آمدند و مطالبه مالیات می‌کردند. در زمان متوکل و معتضد سعی شد تا اصلاحاتی صورت گیرد که چندان کارآمد نبود؛ اصلاحات برای مدت کمی مؤثر بود و بعد از مدتی دوباره مشکل سابق تکرار شد. این روند تا ظهور سیاسی سلجوقیان ادامه داشت. در زمان جلال‌الدین ملک‌شاه سلجوقی بااستفاده از ریاضی دانان بزرگی نظیر حکیم عمر خیام، ابوالمظفر اسفزاری، خواجه عبدالرحمن خازنی و ابن کوشک بیهقی مباهی و خواجه نظام الملک طوسی به اصلاح تقویم خورشیدی بر مبنای هجرت پیامبر اقدام نمودند و تقویم تازه را به لقب سلطان جلال‌الدین ملک‌شاه سلجوقی «تقویم جلالی» نامیدند. دراین تقویم اول سال هنگام ورود خورشید به برج حمل تعیین شد. آنان همچنین به جای اسامی ماه‌های قدیمی، از اسامی بروج دوازده‌گانه (حمل، ثور، جوزا، سرطان، اسد، سنبله، میزان، عقرب، قوس، جدی، دلو، حوت) استفاده کردند. (۱۲)
مدت زمان یک سال تقویم جلالی برابر با مدت زمان یک دور کامل زمین به دور خورشید، یعنی ۳۶۵ روز و ۵ ساعت و ۴۹ دقیقه و ۱۵ ثانیه‌است. هر یک از ماه‌های سال سی روز بود و ۵ روز اضافی را به ماه دوازدهم (حوت) اضافه می‌کردند و اضافه آن (۵ساعت و۴۹ دقیقه و ۱۵ ثانیه) در هر ۴یا۵ سال یک روز حساب شده به عنوان کبیسه به آخر ماه حوت اضافه می‌گردید و آن سال را ۳۶۶ روز حساب می‌کردند(۱۳).
این تقویم تا سال (البته با کمی تغییر) ۱۳۳۴ همچنان تقویم رسمی کشور بود (باید توجه داشت که در مکاتبات رسمی حکومتی و اسناد از تقویم قمری استفاده می‌شده‌است) تا اینکه به صلاحدید دولت وقت، تغییراتی در آن داده شد و ما امروزه از این تقویم اصلاح شده، استفاده می‌کنیم.
علاوه بر این تقویم‌ها با استیلای ترکان و مغولان در افغانستان نوعی تقویم ترکی ۱۲حیوانی نیز در برخی از مناطق افغانستان که در ارتباط با این اقوام بودند، به وجود آمد. بر اساس نوشته‌های خواجه نصیرالدین طوسی سال در این تقویم خورشیدی حقیقی و ماه‌هایشان بر اساس رویت دو هلال ماه بوده‌است و برای احتساب شمسی بر مبنای قمری دست به نسیء می‌زدند. دراین تقویم هر یک از ماه‌های سال بر اساس نام یک حیوان می‌باشد که عبارتننداز:
«۱-موش (سچقان یا کسگو)؛ ۲-گاو نر (اود یا سغر)؛ ۳-پلنگ (بارس)؛ ۴-خرگوش (توشقان)؛ ۵-نهنگ (لو)؛ ۶-مار (ییلان)؛ ۷-اسب (یونت)؛ ۸-گوسفند (قوی)؛ ۹-میمون (بیجین)؛ ۱۰-مرغ (تخاقوی)؛ ۱۱-سگ (ایت)؛ ۱۲-خوک (تونگوز)(۱۴)

## پیوند بیرونی
- مبدل برخط تقویم‌های مختلف
- تقویم چندگانه فارسی[پیوند مرده] این یک تقویم رایگان و متن باز است که تحت سیستم‌عامل ویندوز اجرا می‌شود و هر سه گاهشماری خورشیدی، هجری و میلادی را در کنار هم گرد آورده‌است.